# Samantha Ostarello
Samantha Marie Ostarello (Pozzuoli, 24 luglio 1991) è una cestista statunitense naturalizzata italiana.

## Carriera
Ala-centro di 188 cm, ha giocato a Vigarano, San Martino, Campobasso e Ragusa nella massima serie italiana.
Ha giocato in NCAA e con le svizzere dell'Elfic Fribourg in FIBA EuroCup Women.